# KFK 327
KFK 327 war ein deutscher Kriegsfischkutter und gehörte damit zur größten Schiffsbauserie der deutschen Seefahrt. Er wurde 1943 auf der Burmester Werft gebaut.

## Geschichte

### Zweiter Weltkrieg
Gebaut wurde der Kutter 1943 auf der Ernst Burmester Schiffswerft KG in Swinemünde-Ostswine und diente während des Zweiten Weltkrieges. KFK 327 wurde unter der Kennung Vs 250 (Vorpostensicherungsboot) von der 2. Sicherungsflottille (Stettin) im Bereich „Pommern-Küste und Insel Rügen“ eingesetzt. Am 8. März 1945 sank der Kutter vor Saßnitz nach einer Seeminenexplosion.

### Fischereidienst
Nach Kriegsende wurde der Kutter gehoben und bis in die 1960er Jahre unter der Kennung SAS 300 GADUS als Fischerei- und als Fischereiforschungsschiff genutzt. Der KFK wurde in der Ostsee vorwiegend ab Rügen (Saßnitz) und Usedom eingesetzt. 1969 wurde das Schiff von den Fischern aus Karlshagen dem „Haus der Pioniere“ in Rostock geschenkt.

### Betrieb als Jugendausbildungsschiff
Unter dem Namen Seid Bereit wurde das Schiff im Ostseeraum um Rostock von 1969 bis 1989 als Ausbildungsschiff für Jugendliche und angehende Matrosen im Rahmen der Jugendorganisation Pionierorganisation Ernst Thälmann in der DDR genutzt. Die maritime Zeitschrift „Poseidon“ berichtete in ihrer Ausgabe 6/1981 von einem Schüleraustausch zwischen Moskau und Rostock mit gemeinsamen Fahrten auf der „Seid bereit“ wie folgt: „Besuch lieber Freunde: Seit 14 Jahren bestehen freundschaftliche Beziehungen zwischen dem Pionierschiff „Vorwärts“ in Rostock und dem „Klub junger Matrosen, Polarforscher und Fischer“ in Moskau, und ebenso lange werden in den Ferien Schülergruppen ausgetauscht. So weilten in diesem Jahr 20 Junge Matrosen in Moskau und 22 sowjetische Kinder in der DDR, wo sie gemeinsam mit Rostocker Jungen Matrosen am Sommerlager teilnahmen und Ausbildungsfahrten auf der „Seid Bereit“ durchführten.“ Der Verlag Bild und Heimat widmete dem Jugendausbildungsschiff Seid Bereit an ihrem damals langjährigen Liegeplatz unweit vom Hotel Am Alten Strom in Warnemünde eine maritime Ansichtskarte und die Kinder- und Jugendzeitschrift „FRÖSI“ berichtete 1982 über „Neptuns Lehrlinge“ und eine ihrer Ausbildungsfahrten mit der Seid Bereit auf der Ostsee. Später erhielt die Seid Bereit bzw. Vagel Grip einen anderen Liegeplatz in der Nähe der stationär betriebenen Likedeeler (Schiff).
Unter dem Namen Vagel Grip wurden ab 1989 die Ausbildungs- und Erlebnisfahrten für Jugendliche durch den Verein Förderverein Jugendschiff „Likedeeler“ e. V. fortgesetzt, der das Schiff wegen Seeuntüchtigkeit an die Stadt Rostock zurückgab. Seit dem 1. Mai 2003 wurde das Schiff darauf durch die Stadt Rostock bewirtschaftet und mit einem Betreibervertrag dem Verein Vagel Grip zur Nutzung überlassen. 2005 sollte der Kutter abgewrackt werden. Er wurde vom Verein Freunde des Traditionskutters Vagel Grip e. V. übernommen und auf einer Werft überholt. Als Eigentümer des Schiffes ist 2011 nach Pressemeldungen der Ostsee-Zeitung die Ostsee Touristik AG verzeichnet.

### Unfälle
Der KFK 327 ist im Verlauf seiner Geschichte mehrfach gesunken. Zuerst sank er am 8. März 1945 durch eine Mine, wurde nach Kriegsende gehoben und in der Wolgaster Horn-Werft instand gesetzt. Am 25. Juli 2010 sank der Kutter in Warnemünde am Alten Strom. Er wurde nach kurzer Zeit gehoben und in eine Werft nach Rostock gebracht. Es wurden Untersuchungen und Instandsetzungen durchgeführt. Das Schiff wurde in den Rostocker Stadthafen verlegt und sank am 15. Januar 2011 erneut. Die Behörden von Rostock erwogen Ende Februar 2011 wegen austretender Gefahrenstoffe eine Not-Bergung anzuordnen. Im April 2011 wurde das Schiff schließlich geborgen und am früheren Fähranleger in Rostock-Oldendorf an Land abgestellt. Dazu wurde in Ortbeiratratsitzungen am 24. und 29. Mai berichtet, dass zunächst für eine sichere Lagerung gesorgt wurde und „dass der Kutter bis Dezember 2012 entfernt werden soll.“ Der Sachstand zum Jahr 2013 ist unbekannt.

### Abwrackung
Da dem Eigentümer die finanziellen Mittel zur Wiederherstellung der Vagel Grip fehlten, wurde der Kutter im Mai 2014 direkt am Fähranleger in Rostock-Oldendorf zerlegt.

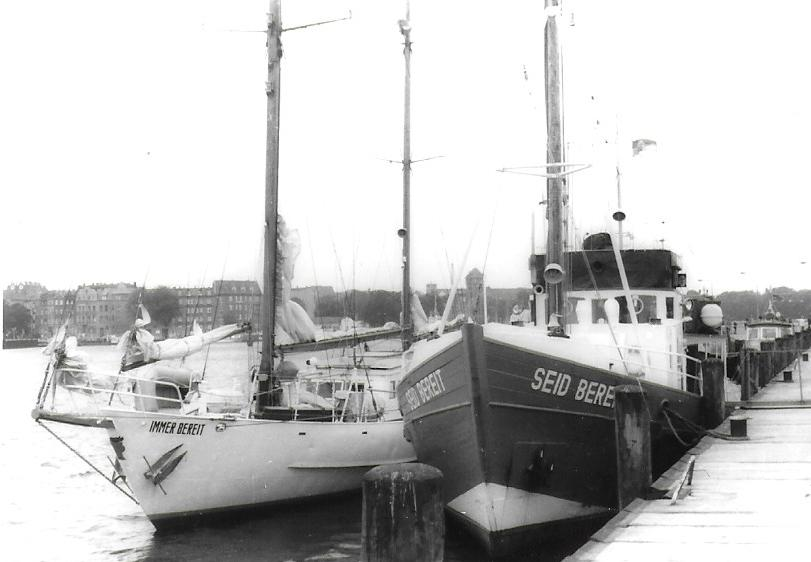
Als Seid bereit neben der Immer bereit in Stralsund
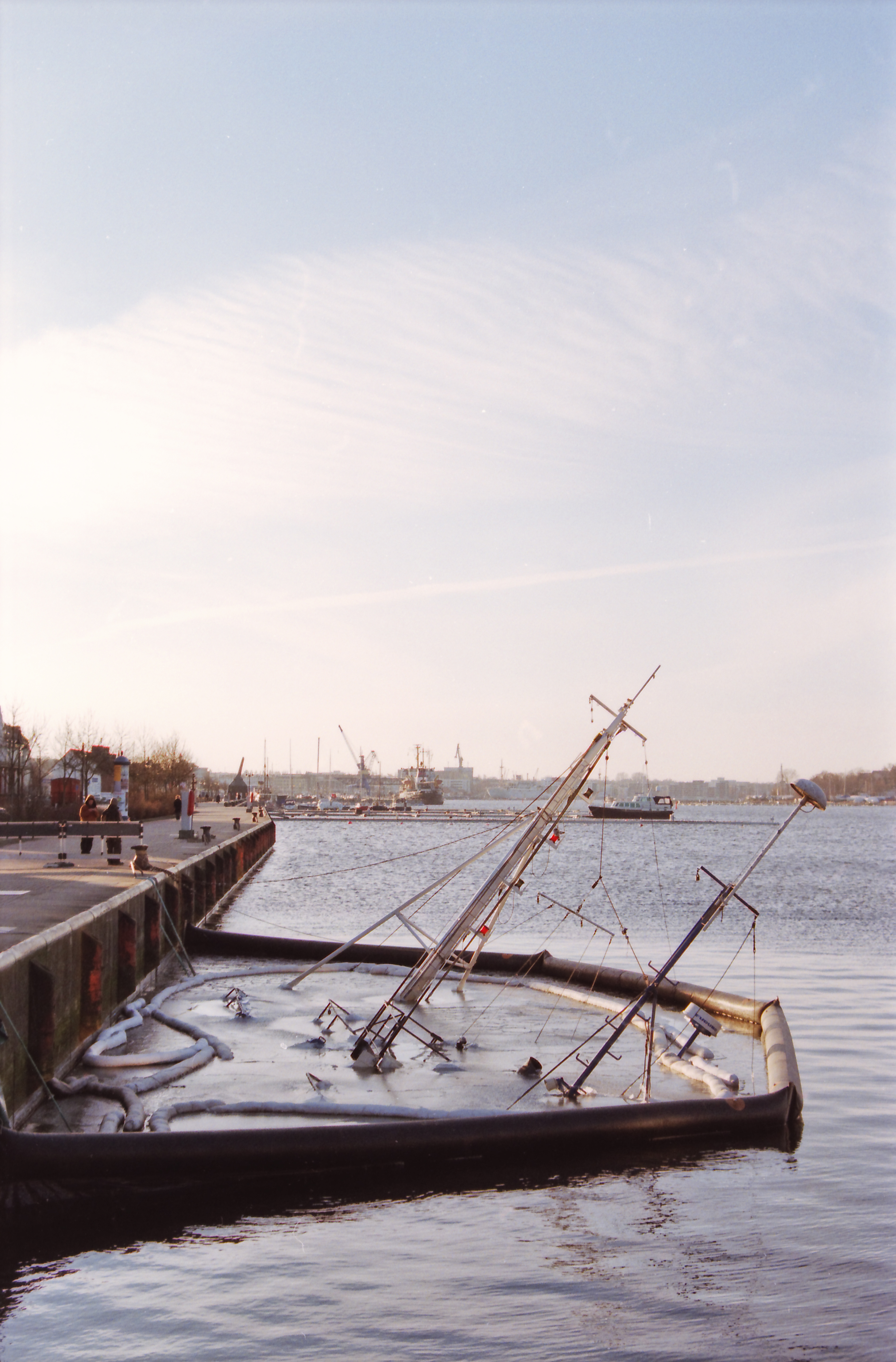
Auf Grund im Stadthafen von Rostock
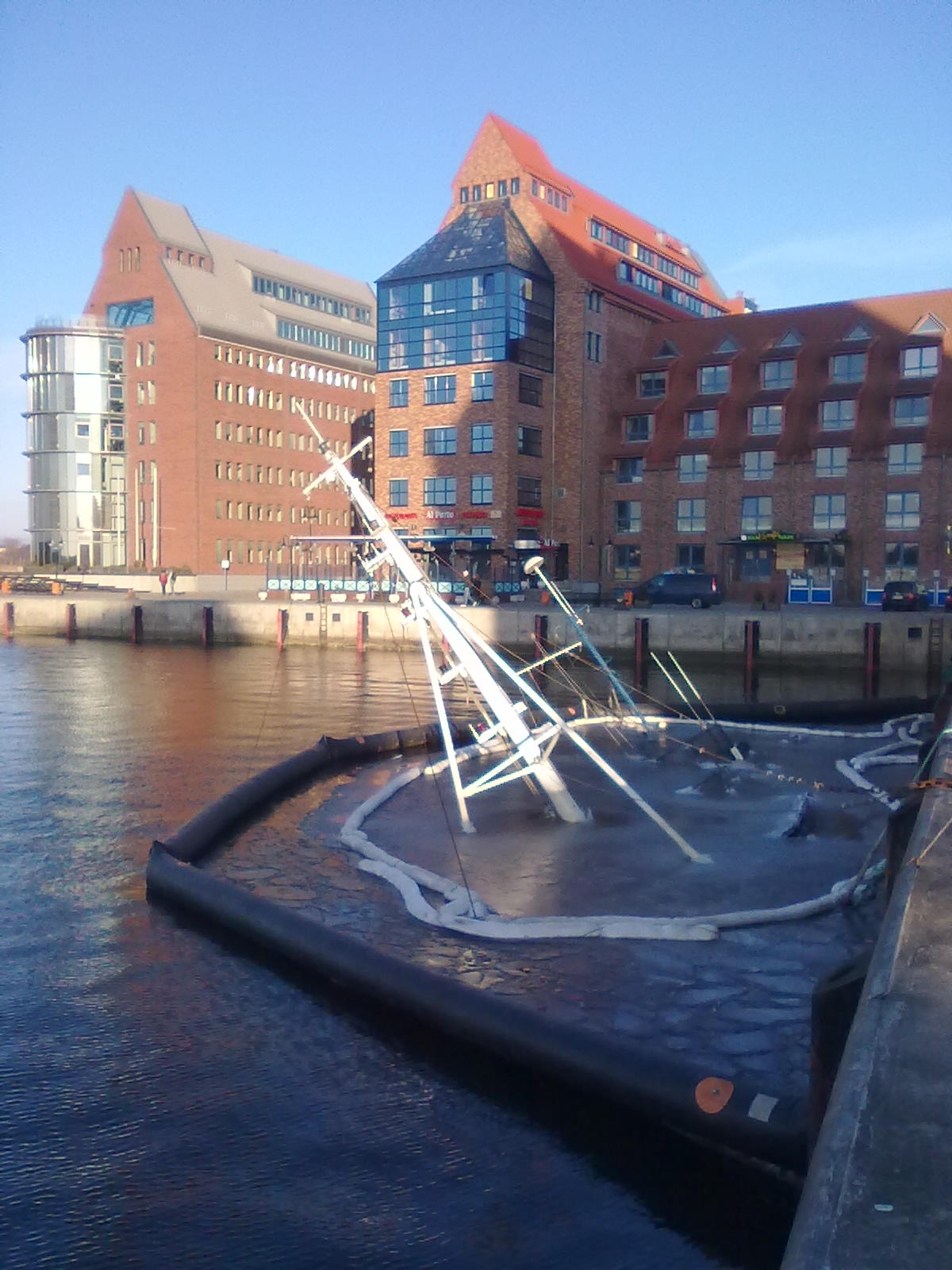
Auf Grund im Hafen von Rostock
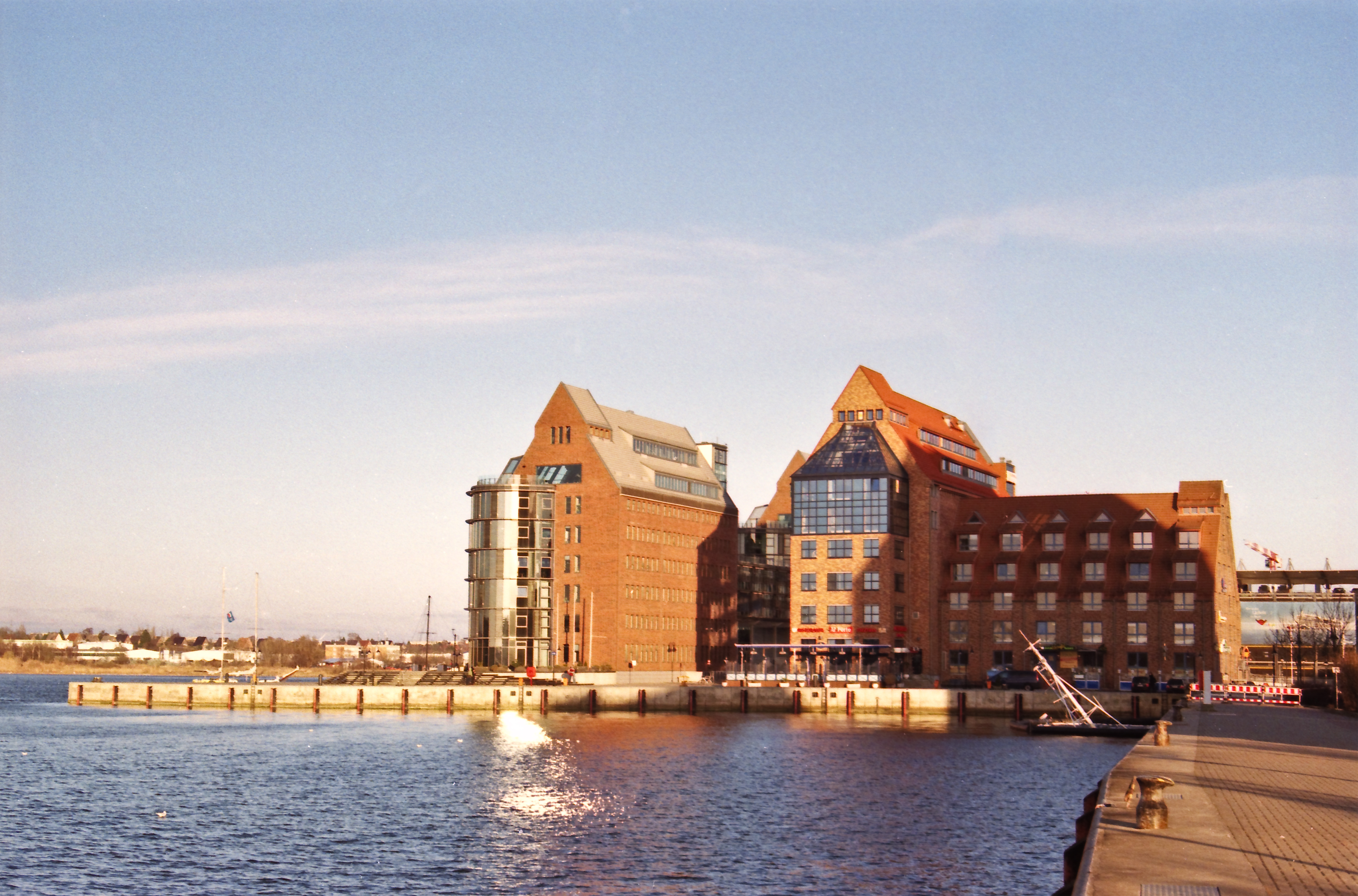
Stadthafen von Rostock; im Hafenbecken hinten rechts der versunkene KFK 327 Vagel Grip
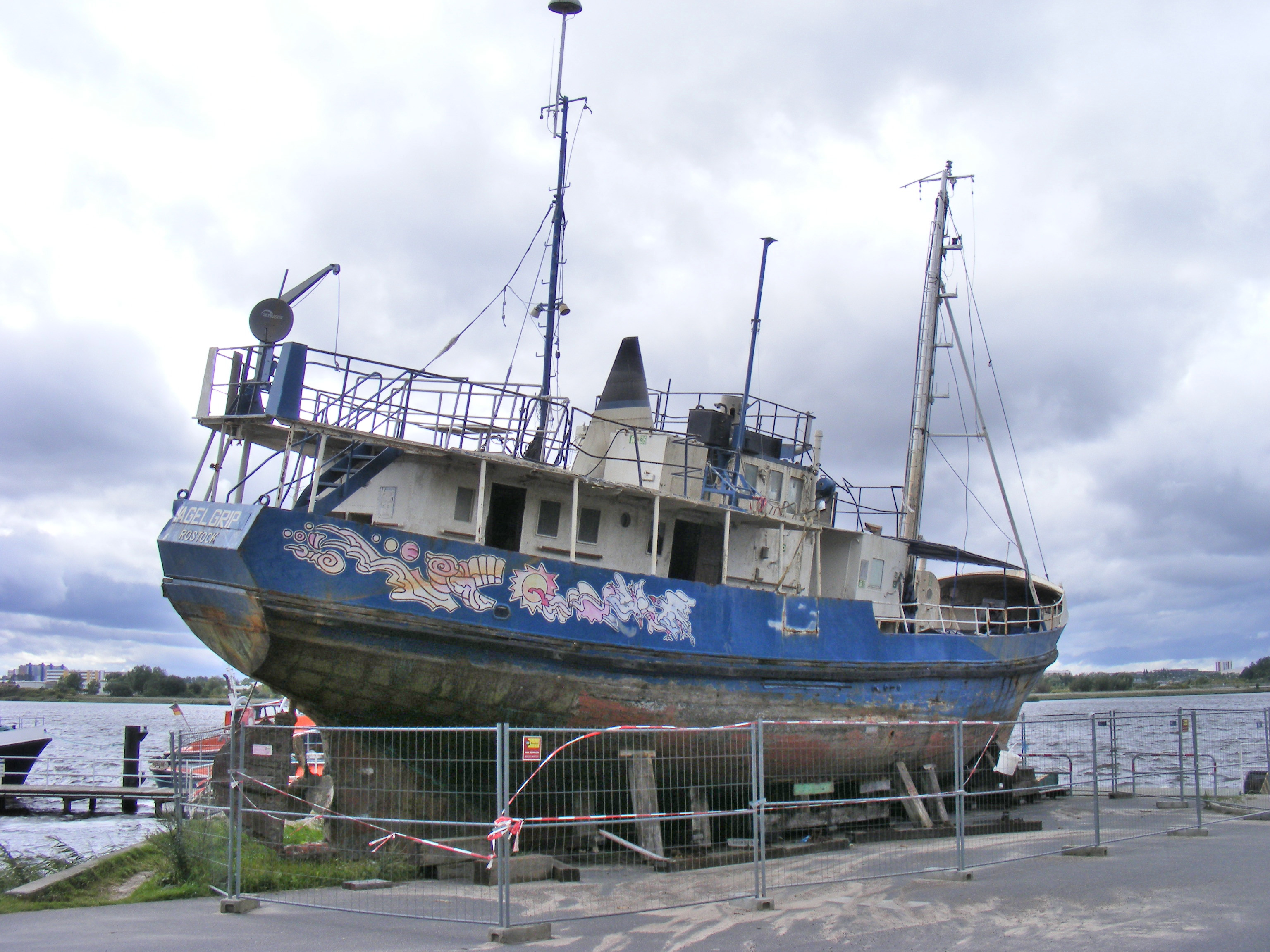
Am früheren Fähranleger in Rostock-Oldendorf